# Podospermum
Podospermum là một chi thực vật có hoa trong họ Cúc (Asteraceae).

## Loài
Chi Podospermum gồm các loài: